# 荘順皇貴妃
荘順皇貴妃（そうじゅんこうきひ、満洲語: ᡨᠣᠪ
ᡳᠵᡳᠰᡥᡡᠨ
ᡥᡡᠸᠠᠩ
ᡤᡠᡳᡶᡝᡳ　転写：tob ijishūn hūwang guifei、道光2年（1822年） - 同治5年（1866年））は、清の第8代皇帝道光帝の側室で、第11代皇帝光緒帝の祖母。第12代皇帝宣統帝の曽祖母。満洲正黄旗の出身。姓はウヤ（烏雅）氏（Uya hala）。筆貼式（七品以下の文員）の霊寿（リンシェウ）の娘。母は妾の翁氏。
道光帝より40歳年下であった。道光15年（1835年）、「琳貴人」に封ぜられた。道光17年（1837年）、「秀常在」に降格された。道光18年（1838年）、琳貴人に復帰した。その後、醇親王奕譞（光緒帝の父）など4人の子女を産み、琳嬪、琳妃に進み、琳貴妃にいたった。
咸豊帝が即位すると、琳貴太妃に尊封された。また同治帝の即位後、琳皇貴太妃に尊封された。数え45歳で薨去し、慕陵の妃園寝に陪葬された。

## 子女
- 奕譞（醇親王）
- 寿荘固倫公主
- 奕詥（鍾親王）
- 奕譓（孚郡王）